# Теодота
Теодота е византийска императрица, втора съпруга на император Константин VI.

## Произход
Теодота е член на благородно константинополско семейство. Брат ѝ Сергий заема длъжността хипатий, а майка им Анна е сестра на Теодосия. Така Теодота е първа братовчедка на Теодор Студит.

## Византийска императрица
През 794 г. Теодота става кубикулария (придворна дама) на императрица Ирина Атинянката, майка и регент на Константин VI. По това време Константин VI е женен за първата си съпруга, Мария Амнийска, от която има две дъщери, Ефросина и Ирина. Според Теофан Изповедник императорът се отчуждил от съпругата си поради машинациите на Ирина Атинянката. По това време Теодота става метреса на императора.
През януари 974 г. Константин VI се развежда с Мария Амнийска и я изпраща в манастир заедно с дъщерите им. През август 795 г. годежът на императора и Теодота е официално обявен и тя е удостоена с титлата Августа, която първата съпруга на императора никога не е носила. Сватбата на Константин VI и Теодота е отпразнувана през септември 795 г. в двореца „Св. Мамас“. Теодота обаче е обявявена за императрица на Константин VI едва осем месеца по-късно.
Първоначално бракът на императора и Теодота среща опозиция в лицето на Православната църква, която отказва да го признае за законен, поради факта, че първата съпруга на императора е жива. Поради това църквата открива процес по обвинение в прелюбодейство. Дори приближените на императора се дистанцират от него и новата му съпруга. Според византийския церемониален етикет церемонията по бракосъчетанието на императора се води от Вселенския патриарх. Тогавашният патриарх Тарасий, който с неохота дал съгласието си за развода и втория брак на императора, категорично отказал да извърши церемонията по венчавката. Така бракосъчетанието било извършено от Йосиф, свещеник в „Света София“. В този спор, чичото на Теодота, Платон, и братовчед ѝ Теодор Студит застават начело на протести срещу брака на Константин и Теодота и призовават за отлъчване от църквата на Йосиф и всички замесени във венчавката, като в това число мълчаливо били включени императорът и дворът му.
През първите две години от брака си Константин VI и Теодота се опитват да спечелят противниците си на своя страна чрез мирни преговори. През 797 г. обаче търпението на императора се изчерпва и той праща имперски части, които да разпръснат монасите от манастира Сакудион, игумен на който е Теодор Студит. Теодор Студит е бит с пръчка и заедно с десет други монаси е заточен в Солун, а Платон е хвърлен в тъмница в Константинопол. Тези действия на императора го лишават от подкрепата на иконопочитателите. Иконоборците от своя страна са срещу него още от времето на Втория събор в Никея (787).
Междувременно майката на Константин VI организира заговор срещу сина си и през август 797 г. императорът е детрониран и ослепен, а Ирина Атинянката заема официално византийския престол. На Теодота е разрешено да се оттегли в един малък дворец заедно със слепия си съпруг. След смъртта на Константин VI дворецът е превърнат в манастир още приживе на Теодота.

## Деца
Теодота и Константин VI имат две деца:
- Лъв (7 октомври 796 – 1 май 797)
- неизвестен син, роден след детронацията на Константин VI. Споменат е в корспонденцията на Теодор Студит.